# 名爵MGA
MGA是名爵汽車於1955年至1962年期間生產的一款跑車。1955年9月26日，該車型首次在德國國際車展上展出。截至1962年7月停產時，該車型總共銷售了101,081 輛，其中絕大多數是出口至海外，有5869輛汽車由國內客戶購買。